# Serromyia fulgipennis
Serromyia fulgipennis är en tvåvingeart som beskrevs av Clastrier 1960. Serromyia fulgipennis ingår i släktet Serromyia och familjen svidknott.
Artens utbredningsområde är Kongo. Inga underarter finns listade i Catalogue of Life.